# Giacopo Antonio Venier

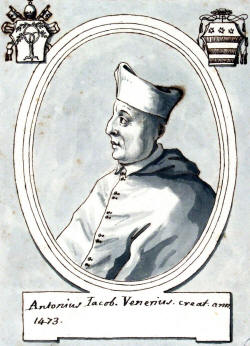
Kardinal Antonius Jakobus Venier (Druck aus dem 16. Jh.)

Giacopo Antonio Venier (* 1422 in Recanati; † 3. August 1479 ebenda) war ein spanischer Kardinal der Römischen Kirche.

## Leben

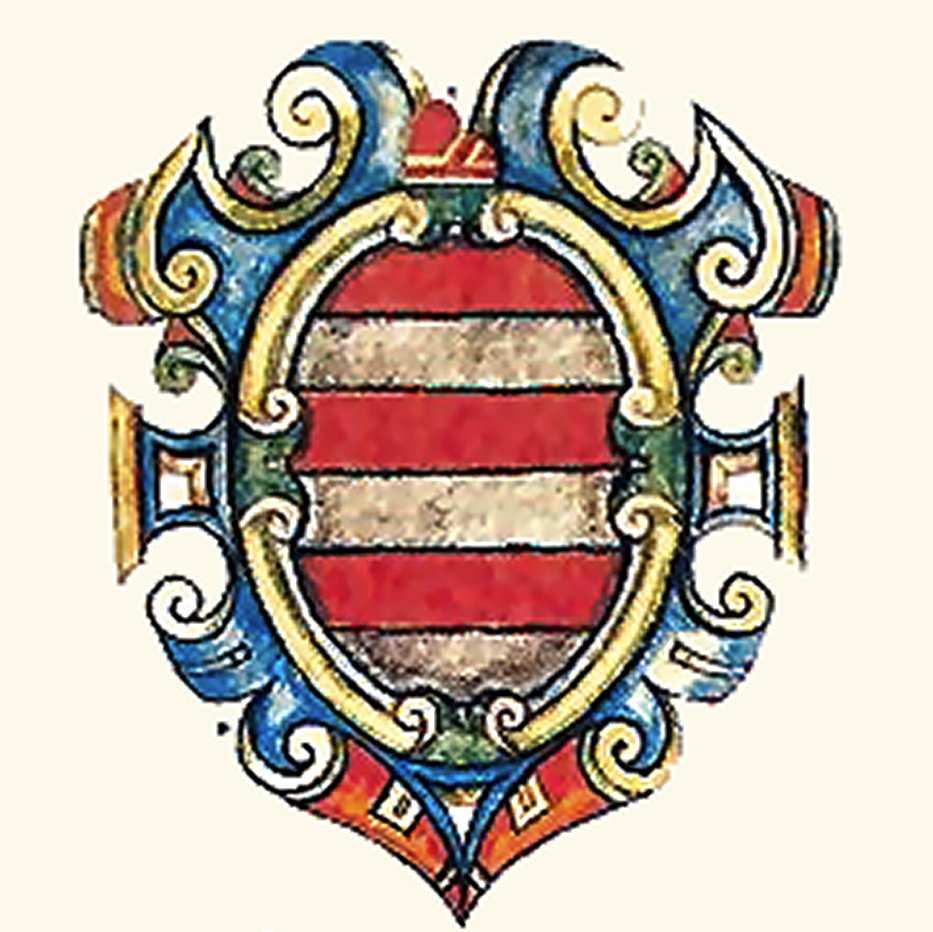
Familienwappen des Hauses Venier

Nach der Geburt in Recanati und der Promotion in Rechtswissenschaften wurde er päpstlicher Schreiber in Rom und später Kleriker der Apostolischen Kammer.
Papst Pius II. ernannte ihn am 9. Januar 1462 zum Bischof von Syrakus und am 16. September 1464 zum Bischof von León.
König Heinrich IV. schickte ihn als Botschafter nach Rom. Venier wurde am 6. Oktober 1469 zum Bischof von Cuenca ernannt, diese Position hatte er bis zu seinem Tod inne. Die Bischofsweihe spendete ihm am 22. Dezember 1465 in der Kirche Sant’Apollinare  in Rom der Erzbischof von Rouen, Kardinal Guillaume d’Estouteville.
Papst Sixtus IV. machte ihn im Konsistorium am 7. Mai 1473 zum Kardinalpriester von Santi Vito e Modesto und am 3. Dezember 1476 bekam er San Clemente als Titelkirche zugewiesen.
Giacopo Antonio Venier starb am 3. August 1479 im Alter von 57 Jahren in Recanati. Seine Gebeine wurden nach Rom übertragen und in seiner Titelkirche San Clemente beigesetzt.